# Council of Admirality
Council of Admirality – Rada Admiralicji brytyjskiej utworzona w czasie wojny o hiszpańską sukcesję (1701-1714) w celu zaopatrzenia i dowodzenia armii brytyjskiej w Hiszpanii. Jej honorowym naczelnikiem był Jerzy Duński mąż królowej brytyjskiej Anny Stuart (1707-1714). Do rady należał m.in. przyszły premier Wielkiej Brytanii Robert Walpole, którego z tego powodu (a także z powodu życzliwego usposobienia) nazywano "laughing admiral" ("uśmiechnięty admirał").